# Psenopsis intermedia
Psenopsis intermedia is een straalvinnige vissensoort uit de familie van Centrolophidae. De wetenschappelijke naam van de soort is voor het eerst geldig gepubliceerd in 1987 door Piotrovsky.